# Vindula arsinoe
Vindula arsinoe é uma espécie de inseto; uma borboleta australasiana da família Nymphalidae e subfamília Heliconiinae, nativa da Oceania, com diversas subespécies classificadas. Foi descrita por Pieter Cramer, com a denominação de Papilio arsinoe, em 1777, na obra De uitlandsche kapellen, voorkomende in de drie waereld-deelen Asia, Africa en America; tornando-se a espécie-tipo do gênero Vindula. Suas lagartas se alimentam de plantas dos gêneros Adenia, Hollrungia e Passiflora.

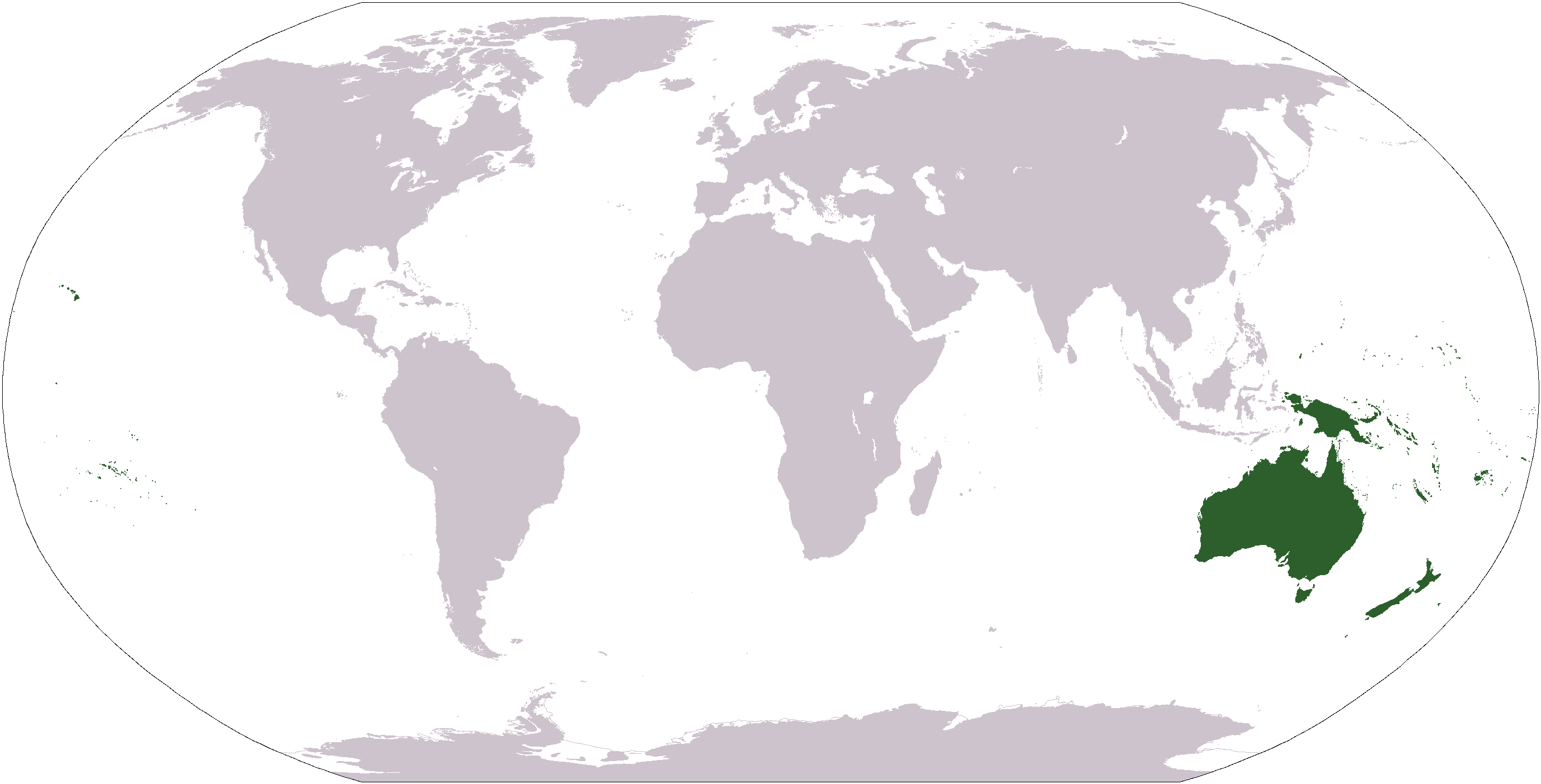
A Australásia é o habitat de V. arsinoe.
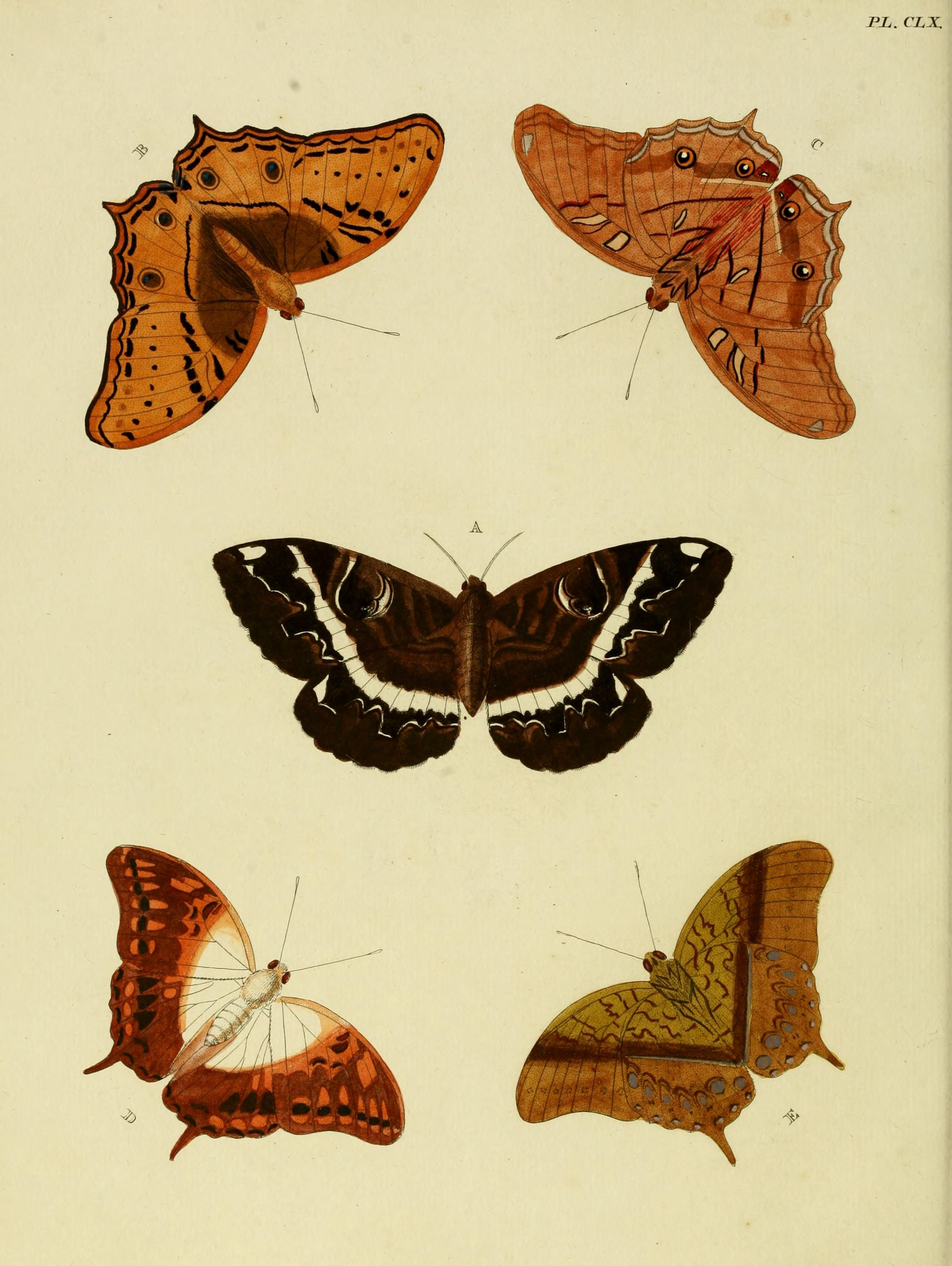
A gravura de Pieter Cramer com "Papilio arsinoe", em cima (vista superior e inferior).

## Subespécies
V. arsinoe possui dezesseis subespécies:
- Vindula arsinoe arsinoe - Descrita por Cramer em 1777, de exemplar proveniente de Amboina; também em Serang e Saparua.
- Vindula arsinoe ada - Descrita por Butler em 1874, de exemplares provenientes das ilhas Banks, península do Cabo York e Mackay.
- Vindula arsinoe insularis - Descrita por Salvin & Godman em 1877, de exemplar proveniente da ilha do Duque de Iorque; também na Nova Bretanha.
- Vindula arsinoe catenes - Descrita por Godman & Salvin em 1888, de exemplar proveniente das ilhas Salomão (St. Anna).
- Vindula arsinoe clodia - Descrita por Godman & Salvin em 1888, de exemplar proveniente das ilhas Salomão (Ulaua).
- Vindula arsinoe melena - Descrita por Fruhstorfer em 1899, de exemplar proveniente da Nova Irlanda.
- Vindula arsinoe figalea - Descrita por Fruhstorfer em 1904, de exemplar proveniente de Obira.
- Vindula arsinoe moluccana - Descrita por Nieuwenhuis, de exemplar proveniente do norte das ilhas Molucas.
- Vindula arsinoe adina - Descrita por Fruhstorfer em 1906, de exemplar proveniente de Waigeo.
- Vindula arsinoe meforica - Descrita por Fruhstorfer em 1906, de exemplar proveniente de Mefor, Noemfoor.
- Vindula arsinoe rebeli - Descrita por Fruhstorfer em 1906, de exemplar proveniente da Papua Ocidental.
- Vindula arsinoe bosnikensis - Descrita por Joicey & Noakes em 1915, de exemplar proveniente das ilhas Schouten.
- Vindula arsinoe dampierensis - Descrita por Rothschild em 1915, de exemplar proveniente das ilhas Dampier.
- Vindula arsinoe pisidike - Descrita por Fruhstorfer em 1903, de exemplar proveniente de Fergusson (ilha Normanby.
- Vindula arsinoe polykaste - Descrita por Fruhstorfer em 1903, de exemplar proveniente das ilhas Trobriand.
- Vindula arsinoe lemina - Descrita por Ribbe em 1898, de exemplar proveniente da Nova Irlanda.